# Андерсен, Дэвид
Дэвид Эмиль Андерсен (англ. David Emil Andersen; род. 23 июня 1980, Мельбурн, Австралия) — австралийский профессиональный баскетболист. игравший на позициях центрового и тяжёлого форварда.

## Биография
Андерсен окончил Австралийский институт спорта. В 1998 году подписал свой первый профессиональный контракт с клубом «Вуллонгонг Хокс», в составе которого один сезон провёл в Национальной баскетбольной лиге Австралии. В 1999 году уехал в Европу и стал выступать за итальянский клуб «Киндер» Болонья. В 2001 году в первый раз стал победителем Евролиги. В 2002 году был выбран на драфте НБА под 37-м номером клубом «Атланта Хокс», но продолжил выступления в Италии. Сезон 2003/2004 провёл в составе клуба «Монтепаски» Сиена.
В 2004 году перешёл в московский ЦСКА, где за четыре сезона приобрёл славу одного из лучших центровых в Европе. В 2005 году ЦСКА возглавил итальянский тренер Этторе Мессина, работавший с Андерсеном в Болонье. Под его руководством Дэвид ещё дважды стал чемпионом Евролиги в 2006 и 2008 годах. Летом 2008 года перешёл в «Барселону», став первым представителем Австралии в истории этой команды.
14 июля 2009 года «Хьюстон Рокетс» выкупили у «Атланты» права на Андерсена за 2 миллиона долларов и право выбора во втором раунде будущего драфта. Генеральный менеджер «Рокетс», Дэрил Мори, отметил, что Андерсен — универсальный баскетболист, особенно полезный в нападении и имеющий очень хороший бросок для игрока его позиции. Также «Рокетс» выплатили «Барселоне» 500 тысяч долларов для выкупа контракта игрока и подписали с Андерсеном контракт на два года с возможностью продления его клубом ещё на год. В своём дебютном сезоне в НБА Андерсен принял участие в 63 играх, в среднем набирая 5,8 очков и делая 3,3 подбора.
28 июля 2010 года «Рокетс» отдали Андерсена в «Торонто Рэпторс» в обмен на право выбора во втором раунде драфта 2015 года. 20 ноября 2010 года Андерсен вместе с Джарретом Джеком и Маркусом Бэнксом был отправлен в «Нью-Орлеан Хорнетс» в обмен на Джеррида Бэйлесса и Предрага Стояковича.
В июне 2011 года Андерсен вернулся в итальянский клуб «Монтепаски Сиена».
16 августа 2012 года подписал контракт с «Фенербахче-Улкер».

### Сборная
За сборную Австралии Андерсен выступает с 1998 года. Сначала в составе молодёжной команды он принял участие в чемпионате мира среди юношей до 18 лет. Выступал за Австралию на летних Олимпийских играх 2004 (9-е место) и 2008 (7-е место) годов.

## Статистика

### Статистика в НБА
| Сезон                                                                                    | Команда    | Регулярный сезон | Регулярный сезон | Регулярный сезон | Регулярный сезон | Регулярный сезон | Регулярный сезон | Регулярный сезон | Регулярный сезон | Регулярный сезон | Регулярный сезон | Регулярный сезон | Серия плей-офф | Серия плей-офф | Серия плей-офф | Серия плей-офф | Серия плей-офф | Серия плей-офф | Серия плей-офф | Серия плей-офф | Серия плей-офф | Серия плей-офф | Серия плей-офф |
| Сезон                                                                                    | Команда    | GP               | GS               | MPG              | FG%              | 3P%              | FT%              | RPG              | APG              | SPG              | BPG              | PPG              | GP             | GS             | MPG            | FG%            | 3P%            | FT%            | RPG            | APG            | SPG            | BPG            | PPG            |
| ---------------------------------------------------------------------------------------- | ---------- | ---------------- | ---------------- | ---------------- | ---------------- | ---------------- | ---------------- | ---------------- | ---------------- | ---------------- | ---------------- | ---------------- | -------------- | -------------- | -------------- | -------------- | -------------- | -------------- | -------------- | -------------- | -------------- | -------------- | -------------- |
| 2009/10                                                                                  | Хьюстон    | 63               | 0                | 14,1             | 43,2             | 34,6             | 68,7             | 3,3              | 0,7              | 0,2              | 0,2              | 5,8              | Не участвовал  | Не участвовал  | Не участвовал  | Не участвовал  | Не участвовал  | Не участвовал  | Не участвовал  | Не участвовал  | Не участвовал  | Не участвовал  | Не участвовал  |
| 2010/11                                                                                  | Торонто    | 11               | 0                | 13,6             | 48,9             | 30,0             | 100,0            | 3,1              | 0,6              | 0,3              | 0,3              | 5,1              | Не участвовал  | Не участвовал  | Не участвовал  | Не участвовал  | Не участвовал  | Не участвовал  | Не участвовал  | Не участвовал  | Не участвовал  | Не участвовал  | Не участвовал  |
| 2010/11                                                                                  | Нью-Орлеан | 29               | 0                | 7,7              | 44,6             | 38,5             | 46,7             | 1,7              | 0,2              | 0,1              | 0,2              | 2,7              | Не участвовал  | Не участвовал  | Не участвовал  | Не участвовал  | Не участвовал  | Не участвовал  | Не участвовал  | Не участвовал  | Не участвовал  | Не участвовал  | Не участвовал  |
|                                                                                          | Всего      | 103              | 0                | 12,3             | 44,0             | 34,7             | 67,4             | 2,8              | 0,6              | 0,2              | 0,2              | 4,9              | Не участвовал  | Не участвовал  | Не участвовал  | Не участвовал  | Не участвовал  | Не участвовал  | Не участвовал  | Не участвовал  | Не участвовал  | Не участвовал  | Не участвовал  |
| Наведите курсор мыши на аббревиатуры в заголовке таблицы, чтобы прочесть их расшифровку. |            |                  |                  |                  |                  |                  |                  |                  |                  |                  |                  |                  |                |                |                |                |                |                |                |                |                |                |                |